# Metro Vancouver
Il Metro Vancouver, o la Greater Vancouver Regional District (GVRD), è un distretto regionale della Columbia Britannica, Canada. Comprende l'area metropolitana della città di Vancouver. La popolazione conta 2 463 431 abitanti al censimento del 2016. Capoluogo è Burnaby.

## Municipalità
| Municipalità    | Tipo                 | Abitanti |
| --------------- | -------------------- | -------- |
| Anmore          | Villaggio            | 1 673    |
| Belcarra        | Villaggio            | 723      |
| Bowen Island    | Municipalità (isola) | 3 424    |
| Burnaby         | Città                | 204 324  |
| Coquitlam       | Città                | 121 973  |
| Delta           | Distretto municipale | 102 655  |
| Langley         | Città                | 25 716   |
| Langley         | Distretto municipale | 97 125   |
| Lions Bay       | Villaggio            | 1 421    |
| Maple Ridge     | Distretto municipale | 73 280   |
| New Westminster | Città                | 57 480   |
| North Vancouver | Città                | 46 759   |
| North Vancouver | Distretto municipale | 87 083   |
| Pitt Meadows    | Città                | 16 673   |
| Port Coquitlam  | Città                | 57 563   |
| Port Moody      | Città                | 28 458   |
| Richmond        | Città                | 173 430  |
| Surrey          | Città                | 393 137  |
| Vancouver       | Città                | 583 267  |
| West Vancouver  | Distretto municipale | 44 149   |
| White Rock      | Città                | 19 577   |